# 炸彈威脅
炸彈威脅又稱炸彈恐嚇，是指有人聲稱要引爆爆炸物，而實際上未必真的有爆炸物。這樣做的目的就是要引起公眾恐慌。在美國，當局為了處理針對學校的炸彈威脅，每年至少產生數千美元的執法成本。

## 历史
- 非裔美國人民權運動期間，有人多次對马丁·路德·金發出炸彈威脅[4][5][6]。
- 2023年1月21日，俄罗斯藍色航空的一架从俄罗斯彼尔姆飞往印度果阿的波音757航班，注册号为RA-73071、航班号为AZV2463，在飞越巴基斯坦领空时，因为受到了电子邮件炸弹威胁而转到乌兹别克斯坦泰爾梅茲機場接受检查。这起炸弹威胁最终被确定为虚假的。该载有238名乘客的航班被允许继续前往目的地。这一事件发生在一个从莫斯科飞往果阿的航班受到炸弹威胁，在古吉拉特邦贾姆纳加尔机场紧急降落的事件之后。[7][8][9] 据媒体报道，炸弹威胁的实施者是 “佐伊-潜伏间谍学家汉密尔顿”。[10]
- 2023年10月14日，在以色列——巴勒斯坦战争期间。在马来西亚柔佛州新山市谷中城商场和圣吉尔斯酒店接获了一起炸弹威胁案。据星洲日报报导，作案者自称为一个外国男子，其作案动机是为了阻止马来西亚当地人声援巴勒斯坦。[11]
- 2023年11月21-22日，在马来西亚多地的学校接获了多起匿名炸弹威胁。其中皆来自国外的帐号。[12][13][14]